# گوشته سنگ‌کره‌ای

برش زمین از هسته تا پوسته, سنگ‌کره شامل از پوسته و گوشته سنگ‌کره‌ای است. (جزئیات بدون مقیاس)

گوشته سنگ‌کره‌ای بخشی از سنگ‌کره است که به‌جای پوسته به‌همراه گوشته است. گوشته سنگ‌کره‌ای جامد بوده و بالاترین قسمت گوشته است.
گوشته سنگ‌کره‌ای به زیربخش‌های گوشته سنگ‌کره‌ای زیرقاره‌ای (مرتبط با سنگ‌کره قاره‌ای) و گوشته سنگ‌کره‌ای اقیانوسی (مرتبط با سنگ‌کره اقیانوسی) تقسیم می‌شود.